# Batata-Doce da Madeira

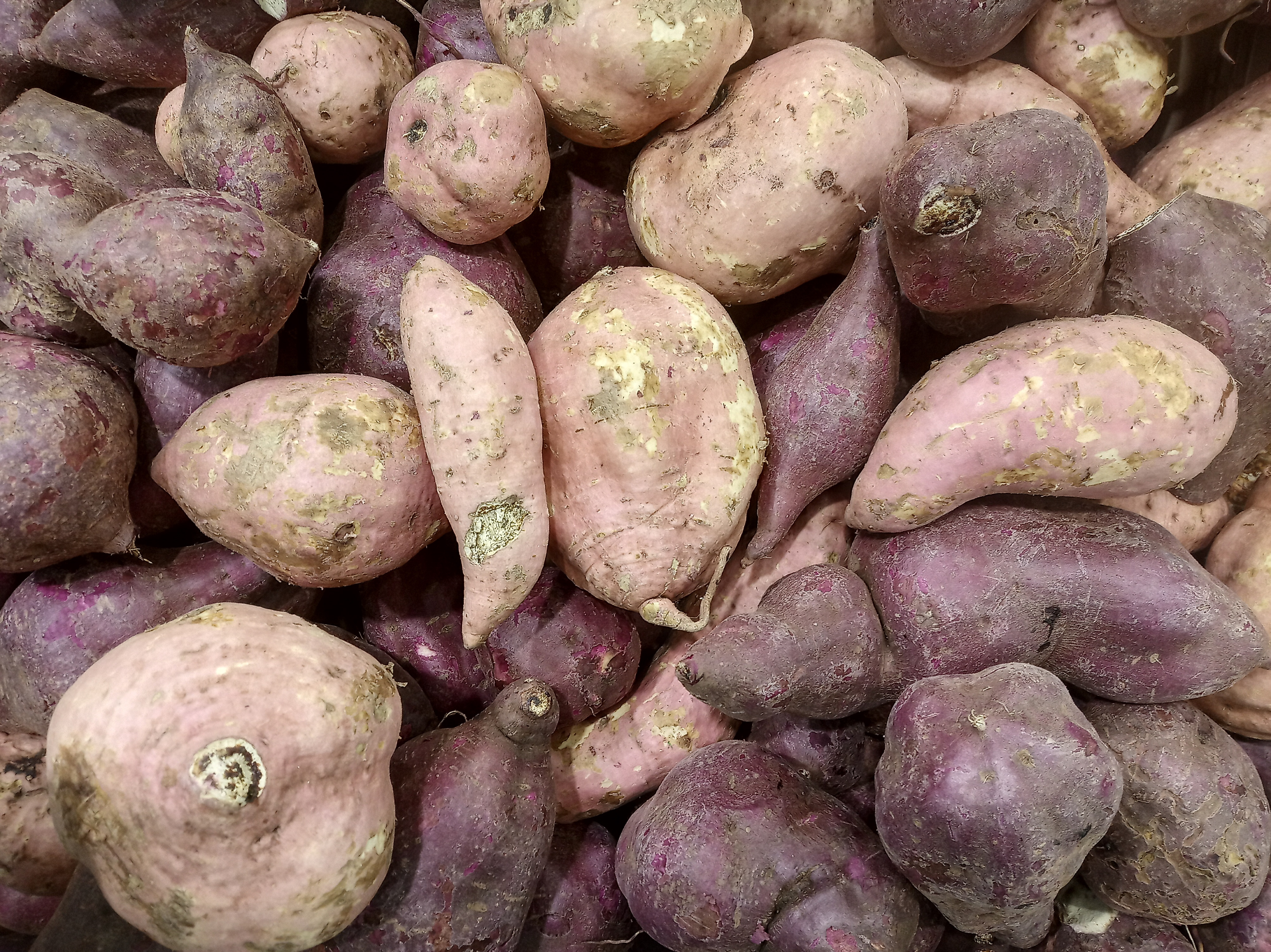
Batata-Doce da Madeira (Ipomoea batatas)

A Batata-Doce da Madeira DOP é um produto de origem portuguesa com denominação de origem protegida pela União Europeia (UE) desde 5 de julho de 2024.

## Agrupamento gestor
O agrupamento gestor da denominação de origem protegida "Batata-Doce da Madeira" é o Agrupamento da Batata-doce da Madeira.